# Братський народний музей
Братський районний народний історико-краєзнавчий музей ім. М. М. Радкевича (повна назва — Комунальна організація «Братський історико-краєзнавчий музей ім. М. М. Радкевича») — музей у селищі Братське Вознесенського району Миколаївської області.
Приміщення музею складається з шести залів загальною площею 177 м² та сховища для фондів площею 43 кв. м. Експозиції залів мають наступну тематику: «Край в далекому минулому»; «Видатні люди Братщини»; «Голодомор в Україні»; «Друга Світова війна»; «Трагедія і доблесть Афганістану»; «Сучасність». В цих розділах розкривається історія рідного селища і краю з найдавніших часів до наших днів. Для відвідувачів представлено 4000 експонатів, з яких 2500 є оригінальними, у зв'язку з чим визнані державною власністю і належать до державної частини Музейного фонду України.

## Історія створення музею та сьогодення
Братський музей на громадських засадах створено в 1971 році. Його діяльність надалі визначено рішенням виконкому Братської районної ради народних депутатів № 380 у 1979 році.
Історія музею почалася з делегації спеціалістів Миколаївського обласного будинку народної творчості влітку 1971 року до смт Братське, до складу якої увійшли: Григорій Заполянський, Марія Молокотіна, Віктор Фоменко та Володимир Шатній. Вони й заснували Братську постійнодіючу краєзнавчу фольклорно-етнографічну експедицію, а очолив її редактор місцевого радіомовлення — Радкевич Михайло Миколайович. Розгорнувши дослідницьку роботу, Радкевич М. М. співпрацював з професором – доктором філологічних наук Інституту мистецтва, фольклору й етнографії АН УРСР Деєм О. І. Експедицією записано 866 пісень, 3 думи, 200 народних жартів, понад 1000 прислів’їв та приказок, досліджено понад сотню етимологічних назв, вивчено півсотні місцевих звичаїв, багато прийомів народної медицини, переказів, ігор і танців. Найбільш відомими знахідками стали: пісня-дума «Про козака Слінченка» або «Ой, ти брате-Мертвовод», легенди «Про Макітрину балку», «Про Дуба-Козака», «Чумацька-Мітла», «Про Орлове поле», «Гайдамацька криниця», казка «Золота шабля», міф «Як люди навчились землю орати» та інші.
Крім того, у 1972 році на розкопках кургану доби бронзи, що на північній околиці селища Братського Радкевич М. М. потоваришував з археологами та працівниками Миколаївського обласного краєзнавчого музею (МОКМ). Дружба ця залишилася на все життя. У 1975 році коли Інгульська експедиція ІА АН УРСР проводила розкопки групи курганів біля с. Петропавлівка Братського району, Радкевич М. М. за дорученням відділу охорони пам’яток МОКМ та Миколаївської обласної організації УТОПІК, почав складати паспорти (облікову документацію) на об’єкти культурної спадщини Братського району. Ця робота зайняла у нього понад 10 років, оскільки опис об’єкта потребував вивчення його історії.
Радкевич М. М. плідно співпрацював з музейним археологом Нікітіним В. І., який неодноразово приїжджав у район для проведення розвідок. Разом вони обстежили весь Братський район. Паспортизація потребувала об’їздити кожну пам’ятку (курган, поселення), зробити світлину, план та детально її описати. Також Радкевич М. М. був головою Братського осередку УТОПІК.
В ході роботи фольклорно-етнографічних та археологічних експедицій збиралися матеріали етнографічного, історичного та археологічного напрямку, останні стали експонатами музею, Радкевич М. М. постійно приїздив до співробітників МОКМ на консультації зі створення та облаштуванню експозиції музею у Братському, який спочатку діяв при Братському районному будинку культури.
За ініціативи Радкевича М. М. та активної участі відділу культури  Братської районної ради в 1988 році для музею відведено окреме приміщення, завідуючою призначено Пампуру Л. Д.. Майже до самої своєї смерті Михайло Радкевич (помер у 2001 році) на громадських засадах займався краєзнавчою роботою, опікувався наповненням музейної експозиції.
У 1990 році Братському історико-краєзнавчому музею надано звання «народний».
За ініціативи краєзнавчого руху на Братщині під головуванням журналіста газети «ПЕРЕМОГА» Ольги Бакуменко та завідуючої бібліотечного колектора відділу культури Братської РДА Світлани Недашківської при підтримці адміністрації та депутатського корпусу району, рішенням Братської районної ради Миколаївської області від 26.06.2013 № 14, створено Комунальну організацію «Братський районний народний історико-краєзнавчий музей ім. М. М.Радкевича Братської районної ради Миколаївської області» та затверджено Статут. На будівлі музею встановлено меморіальну дошку Михайлу Радкевичу. Цими подіями почалося відродження музею та цікавості до краєзнавства серед місцевого населення.
За погодженням з засновниками Комунальної організації «Братський районний народний історико-краєзнавчий музей ім. М. М.Радкевича Братської районної ради Миколаївської області» з 2017 року при музеї діє краєзнавчий клуб, дослідницька діяльність якого постійно висвічується у місцевому щотижневику «ПЕРЕМОГА», ведеться сторінка в соціальній мережі Facebook, співпрацює з Миколаївським обласним краєзнавчим музеєм, з багатьма бібліотечними та архівними установами України, вченими та краєзнавцями.
Постановою Кабінету Міністрів України від 02.12.2021 № 1388 Комунальну організацію «Братський історико-краєзнавчий музей ім. М. М. Радкевича» Братської селищної ради Братського району Миколаївської області внесено до переліку музеїв та заповідників, в яких зберігаються музейні предмети, що є державною власністю і належать до державної частини Музейного фонду України. Завдяки здобутому статусу експозиція музею перебуває під охороною центрального органу виконавчої влади, що забезпечує формування державної політики у сфері культури та мистецтв.

## Фотосвітлини

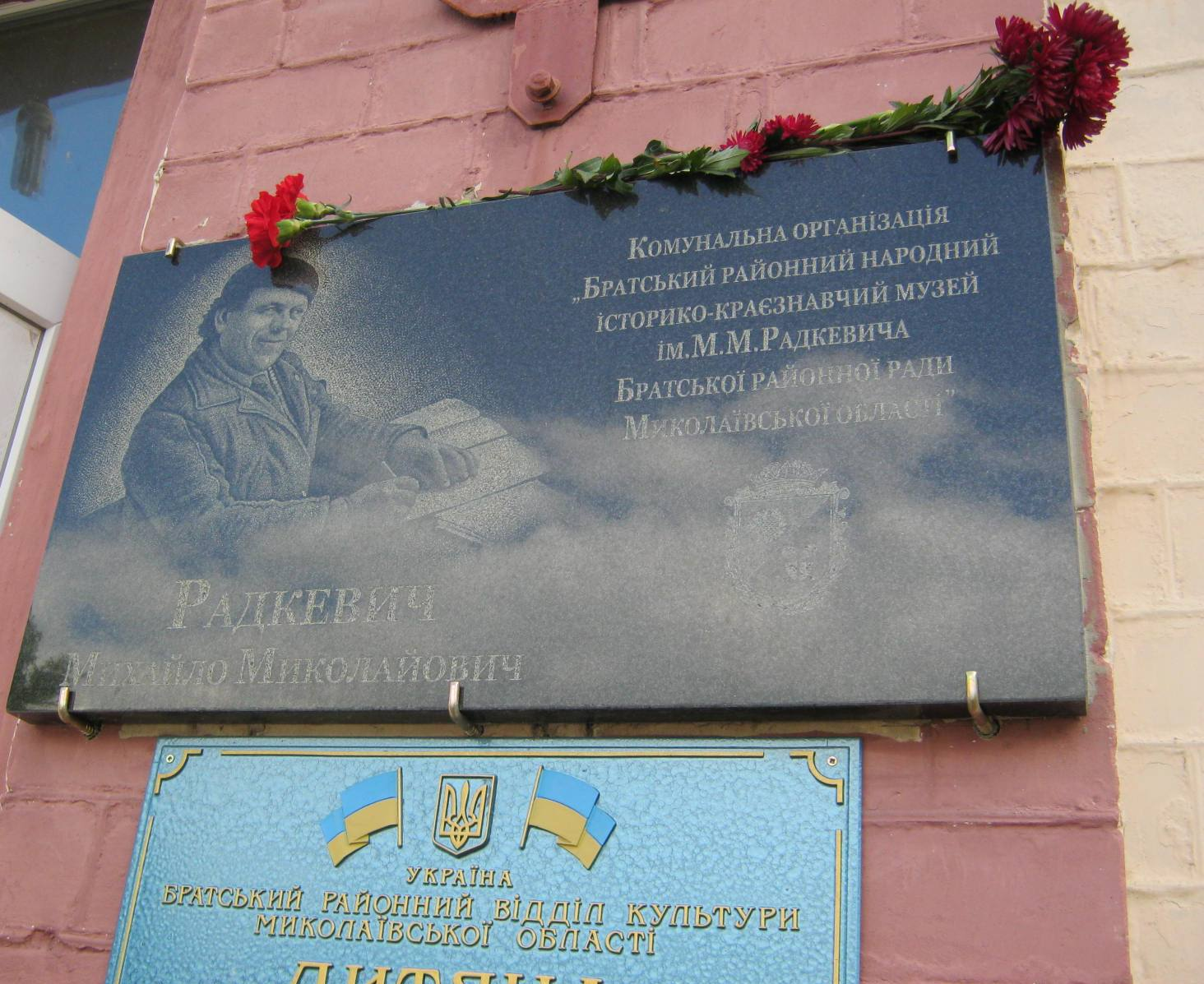
Урочисте відкриття меморіальної дошки при вході до Братського історико-краєзнавчого музею на честь його засновника М.М. Радкевича.
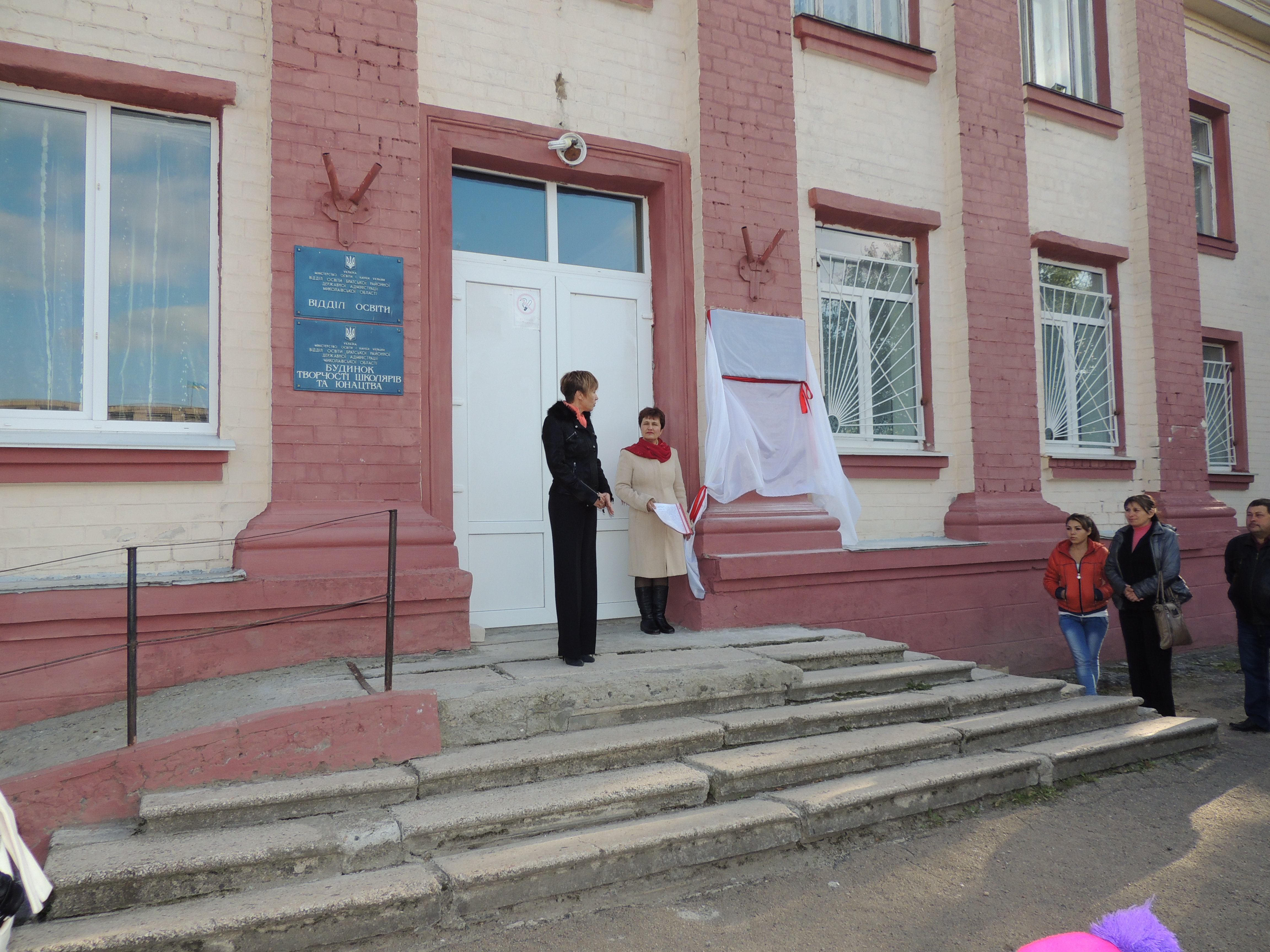
Урочисте відкриття меморіальної дошки при вході до Братського історико-краєзнавчого музею на честь його засновника М.М. Радкевича.
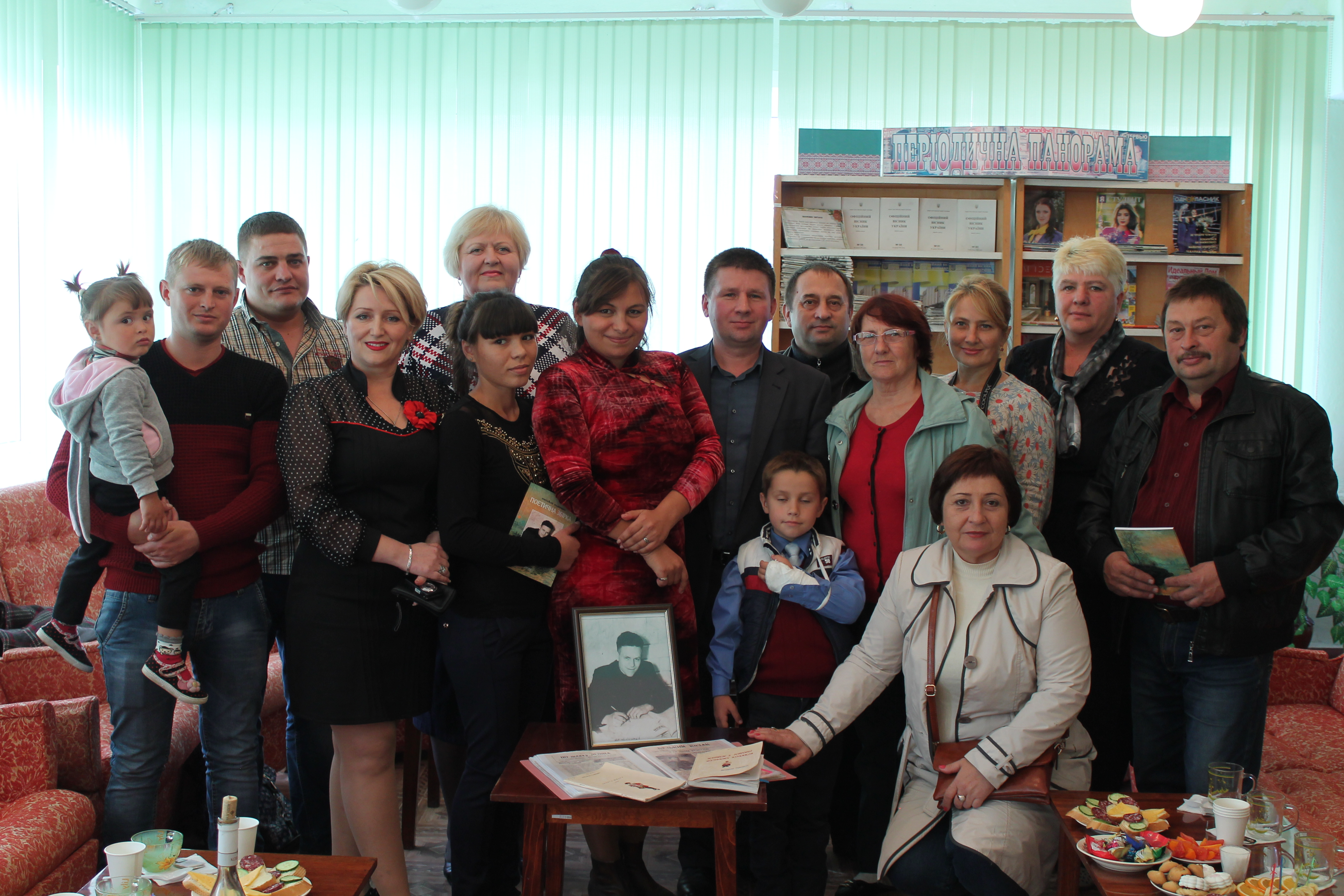
Збори краєзнавців, присвячені 90 –й річниці з Дня народження Михайла Радкевича.
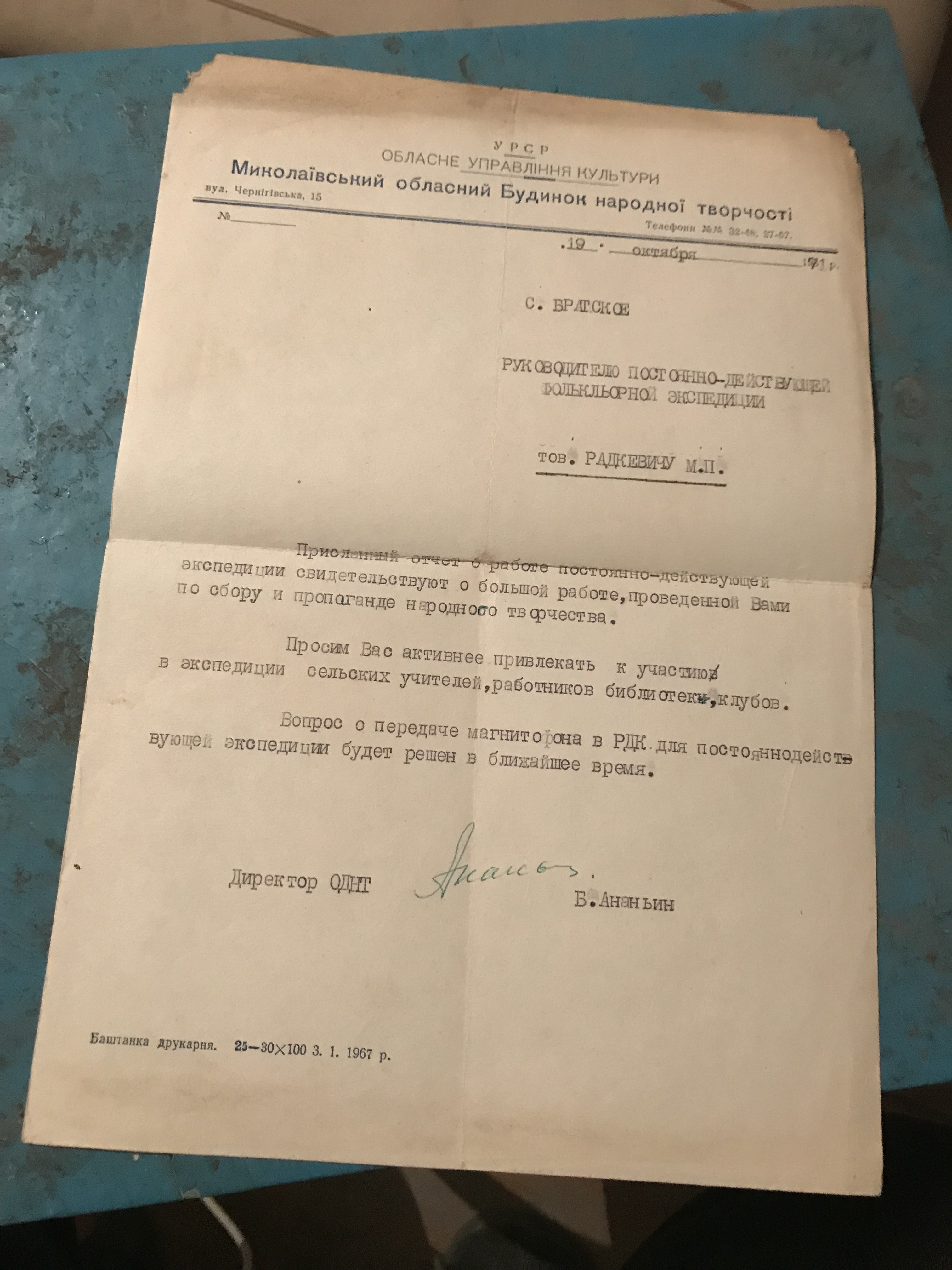
Фотокопія листа голові Братської краєзнавчої фольклорно-етнографічної експедиції від Миколаївського обласного будинку народної творчості
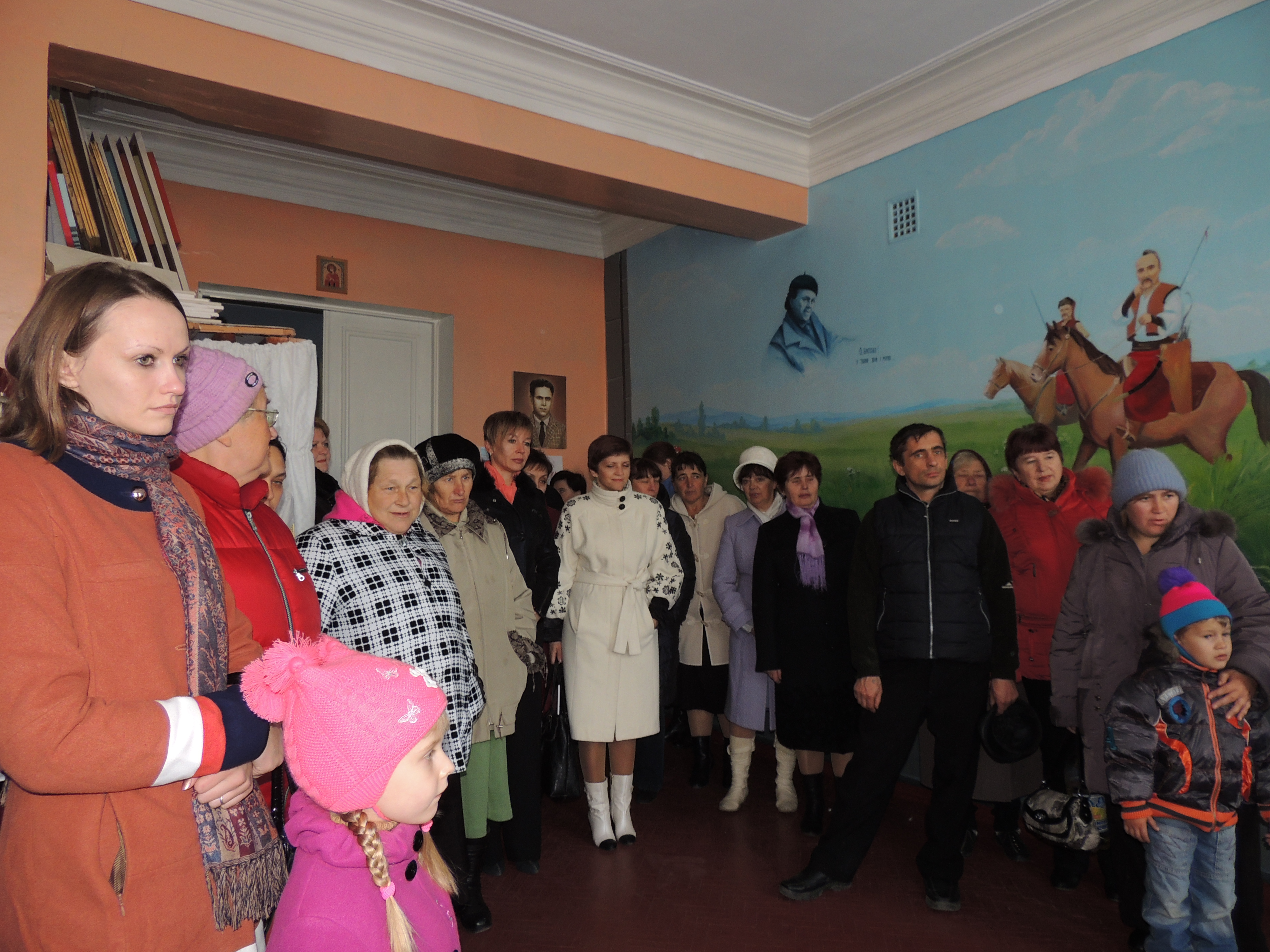
В залах Братського історико-краєзнавчого музею  ім. М.М. Радкевича
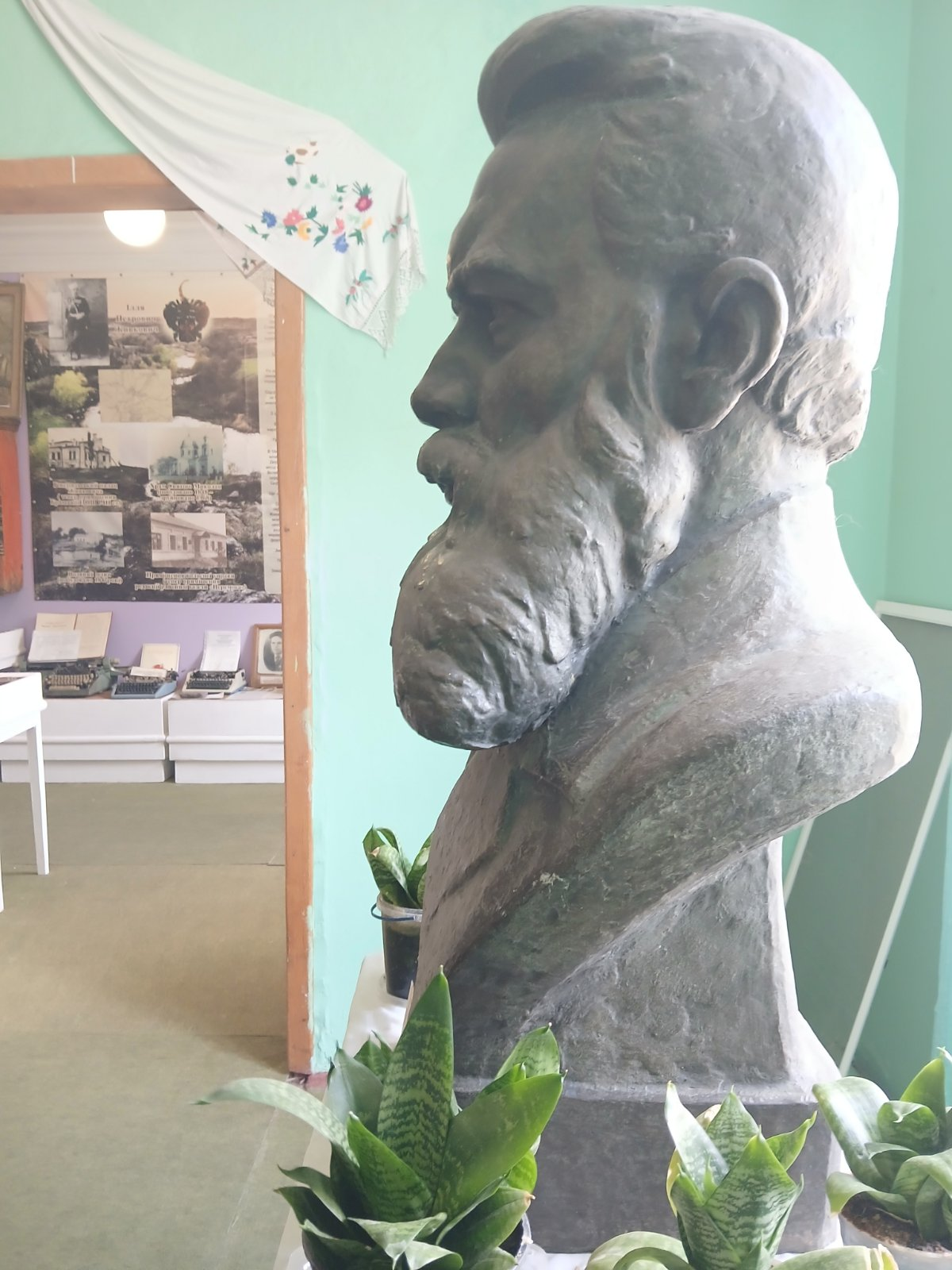
В залах Братського історико-краєзнавчого музею  ім. М.М. Радкевича
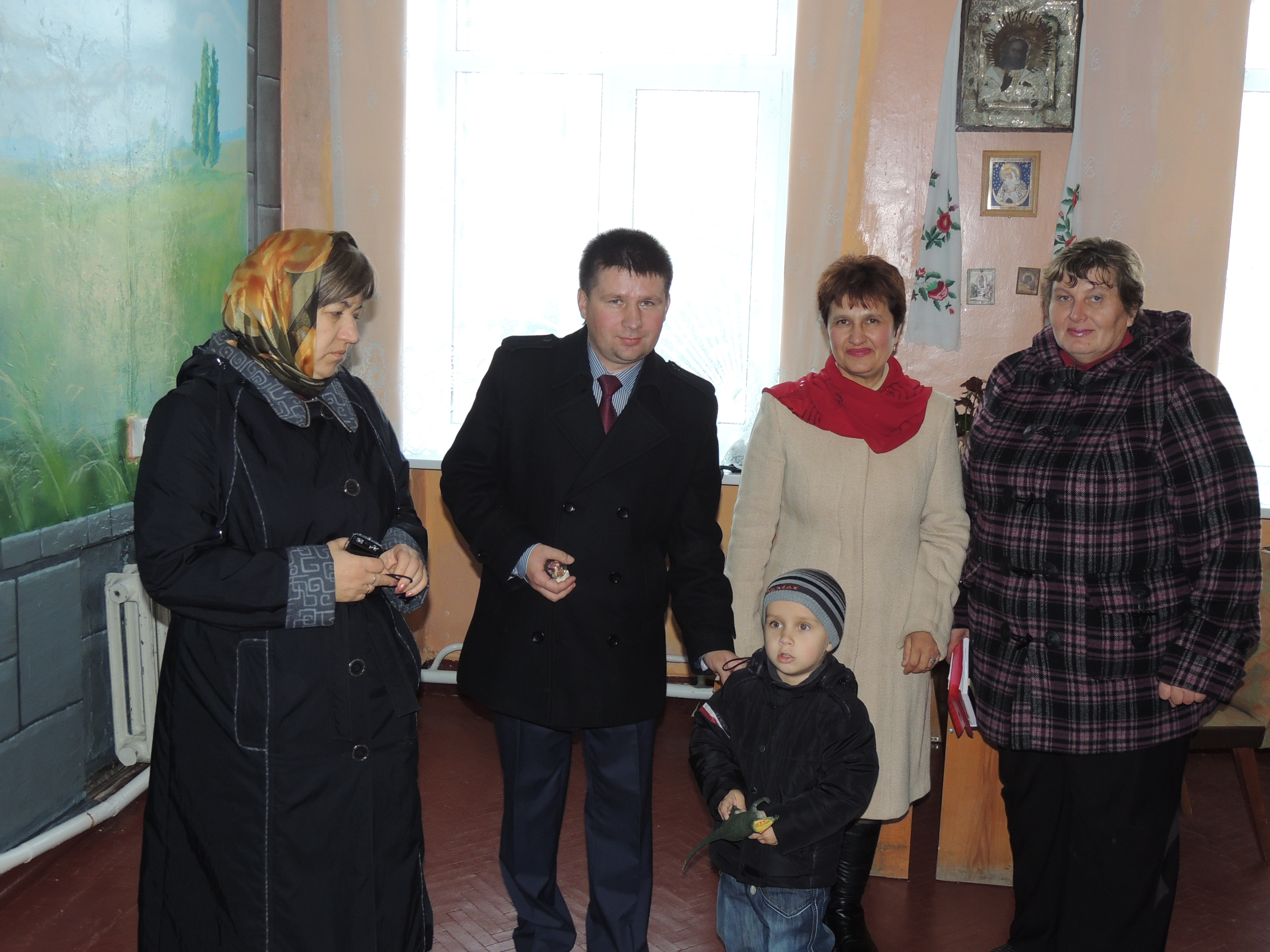
В залах Братського історико-краєзнавчого музею  ім. М.М. Радкевича
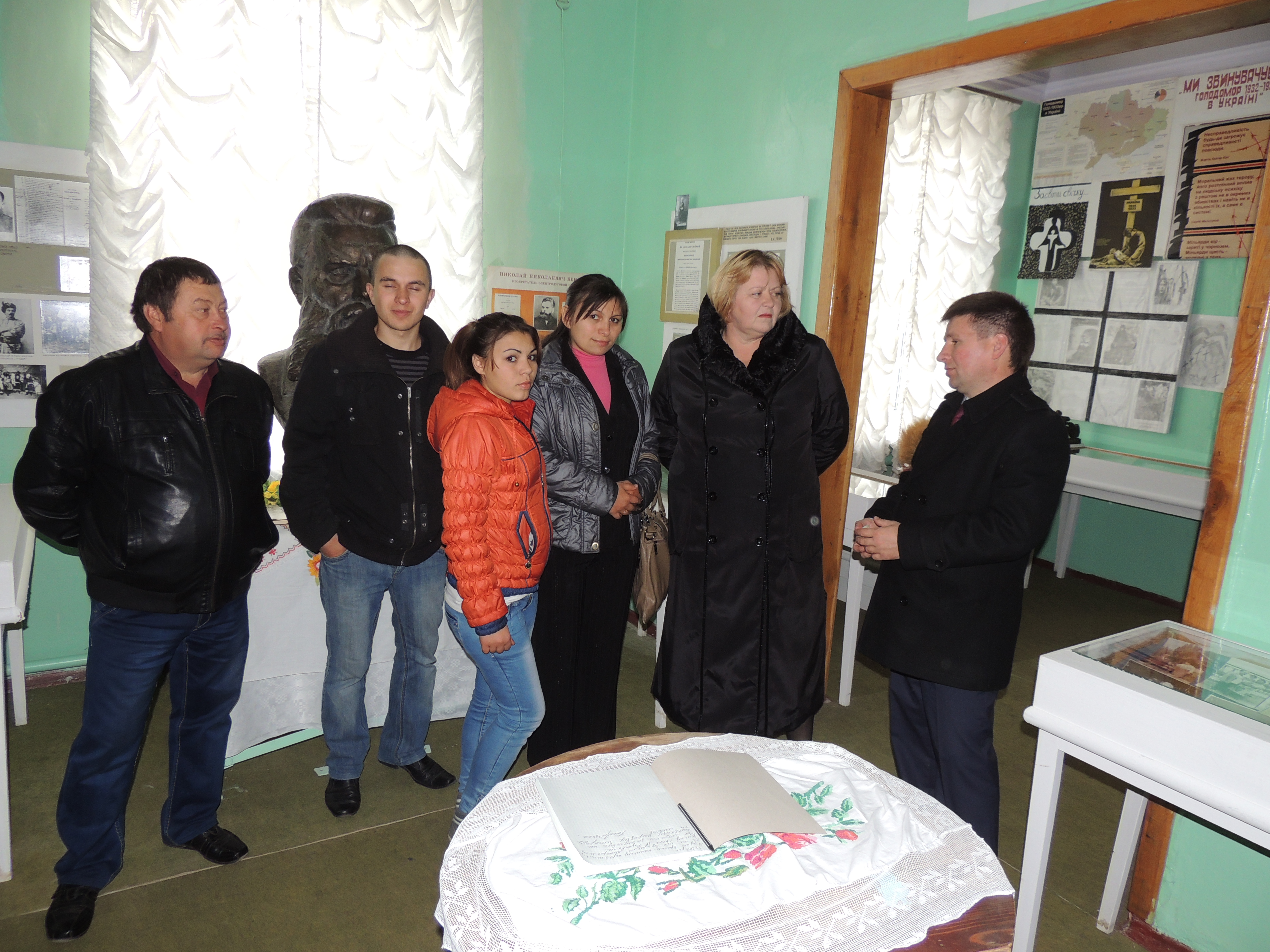
В залах Братського історико-краєзнавчого музею  ім. М.М. Радкевича
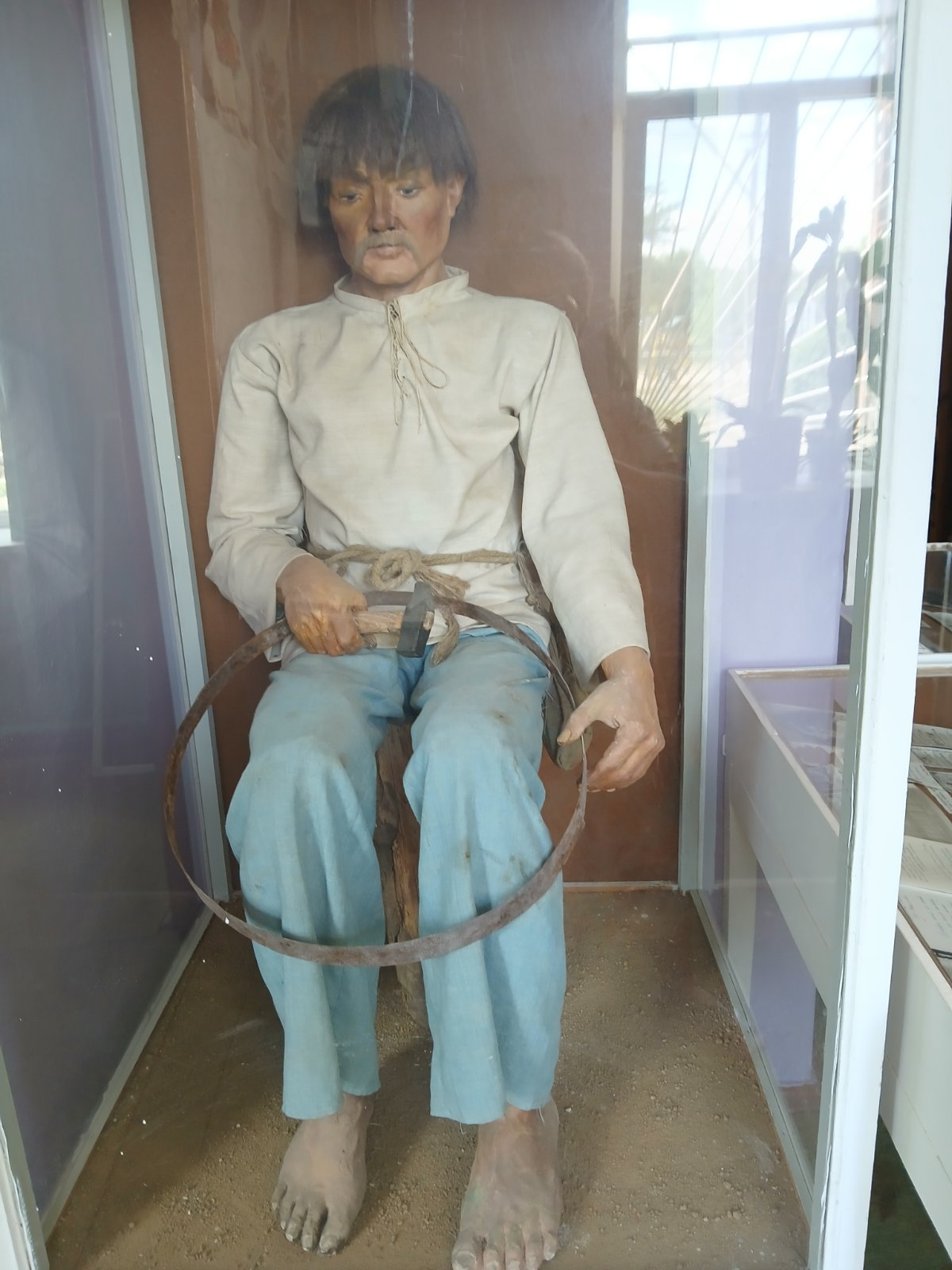
В залах Братського історико-краєзнавчого музею  ім. М.М. Радкевича
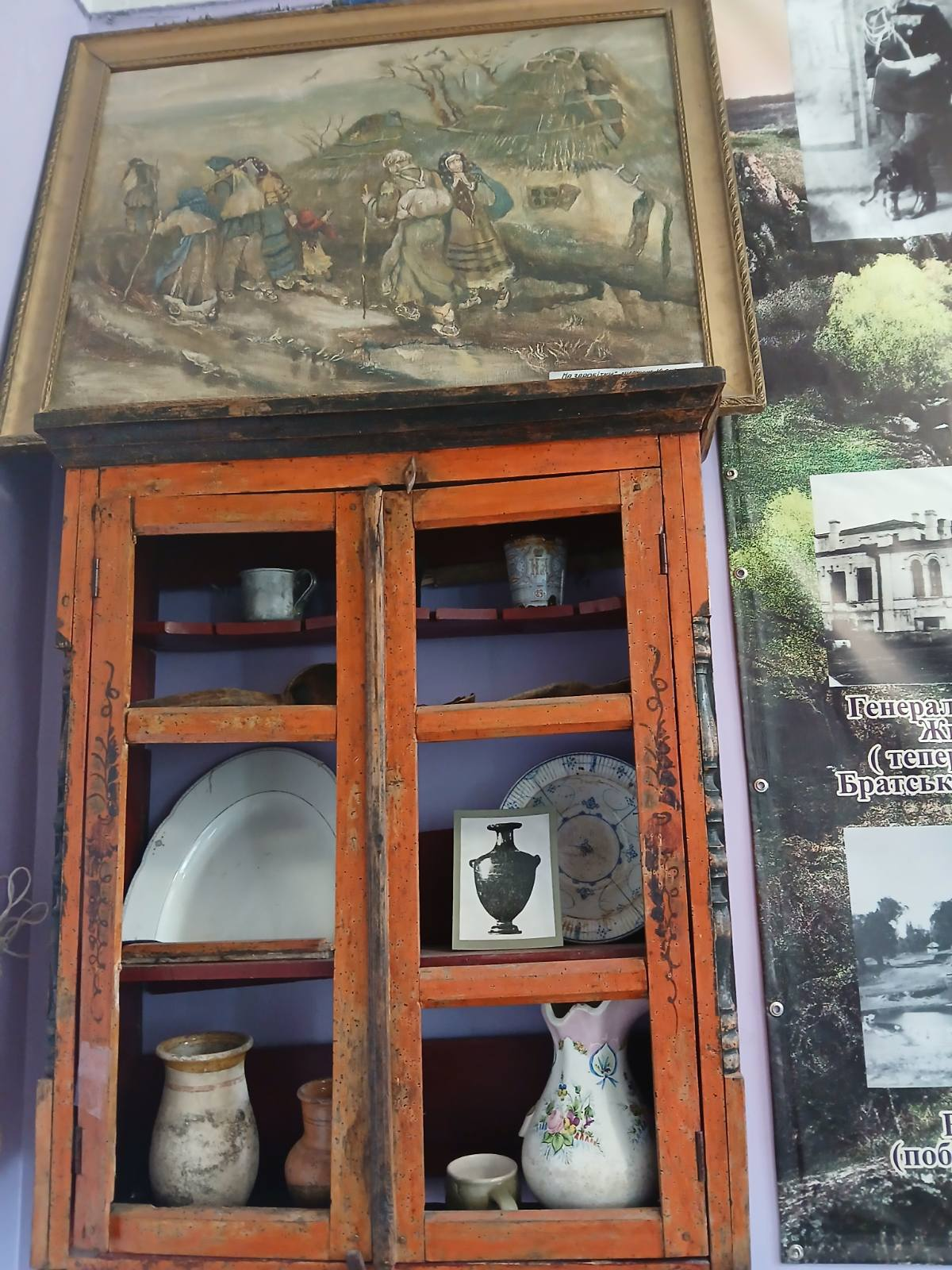
В залах Братського історико-краєзнавчого музею  ім. М.М. Радкевича